# Aleksander Nagy
Aleksander Nagy, tudi Alexander Nagy, inženir, mariborski župan (Bürgermeister), * 9. februar 1834, Ptuj, † 9. julij 1909, Maribor

## Življenjepis
Aleksander Nagy je bil rojen na Ptuju leta 1834. Njegov oče je še pred letom 1848 v dobil službo tajnika na mariborskem magistratu, po letu 1850 pa je služboval pri okrajnem sodišču v Mariboru. 
V Mariboru je Aleksander Nagy obiskoval gimnazijo. Po končanem študiju tehnike je sodeloval pri gradnji železnic na Koroškem, Tirolskem, Ogrskem in v Turčiji. 
Leta 1881 se je vrnil v Maribor. Leto zatem je bil izvoljen za občinskega svetovalca, leta 1883 pa v magistrat. Na občinskih volitvah leta 1885 je bila ponovno izvoljena le tretjina bivših občinskih svetovalcev in inž. Aleksander Nagy je bil med njimi. S tem je postal tudi možen kandidat za župana. Županoval je od leta 1886 do 1902. Za svoje zasluge je bil razglašen za častnega občana Maribora. 
V času njegovega županovanja je postal Maribor moderno mesto. Betonska kanalizacija je zagotovila lepši videz mesta, zlasti pa neprimerljivo boljše higienske razmere. Asfaltirani so bili številni pločniki, ter nove ceste in ulice. Zgrajeni so bili številni nasadi. Po izgradnji novega živilskega skladišča na Železni ulici so v starega na Slomškovem trgu preselili župnišče, porušili staro in uredili trg.
Zgrajene so bile številne šole, mestna telovadnica v današnji Krekovi ulici, trije mestni otroški vrtci. Zgrajena je bila nova pehotna in dograjena domobranska vojašnica, sezidana oskrbnišnica. Za mnoge zgradbe je ing. Nagy naredil načrte kar sam. 
Leta 1897 je bila pri parnem mlinu za Glavnim kolodvorom urejena tovarna testenin. Z Dunaja preseljeni Franc Swaty je leta 1896 prijavil magistratu obrt izdelave umetnih brusov, ki je kasneje prerasla v znano tovarno Swaty. 
Za najpomembnejši dosežek je označeval izgradnjo mariborskega vodovoda, ki je bil odprt 1. januarja 1902. Dva meseca zatem je župan Nagy podal ostavko, ker se je izkazalo, da je podjetje, ki je vodovod gradilo, pridobilo delo s podkupovanjem vodje mestnega gradbenega urada.
Pokopan je bil na starem mestnem pokopališču pri Ljudskem vrtu. Ko je Mestna občina Maribor leta 1940 to pokopališče dokončno zaprla, je organizirala njegovo ekshumacijo (tako kot tudi ekshumacijo drugih zaslužnih mož, ki jih niso ekshumirali svojci) in pokop njegovih telesnih ostankov v novi skupni grobnici zaslužnih mož v arkadah frančiškanskega pokopališča na Pobrežju.